# امامزاده اسماعیل میمند
مقبره امامزاده اسماعیل میمند مربوط به دوره سلجوقیان است و در مرکز شهر میمند فارس و رو به روی مسجد جامع واقع شده و این اثر در تاریخ ۲۱ مهر ۱۳۵۳ با شمارهٔ ثبت ۱۰۰۳ به‌عنوان یکی از آثار ملی ایران به ثبت رسیده است.